# Lush (linguagem de programação)
Lush é uma linguagem de programação da família Lisp.